# Baron du Potet
Denis, Jules Dupotet, ou Dupotet de Sennevoy, plus connu comme le Baron du Potet, est un ésotériste et magnétiseur français, né le 12 avril 1796 à Sennevoy-le-Haut, et mort le 1er juillet 1881 Paris 6e, enterré au Cimetière de Montmartre. Le pouce manquant à sa main droite, l'efficacité de ses manipulations a parfois été liée à cette difformité.

## Biographie
Fils de Jean-Baptiste, Charles Dupotet (Ricey-le-Haut 1763 - Paris 1832), seigneur de La Chapelle et de Sennevoy, et de Simone, Pierrette Babeau, Il a épousé en premières noces Aglaé Saunier le 21 novembre 1833 à Paris, et en secondes noces Marie Isaure Hérault.
En 1819, Martorel, chirurgien dentiste, enlève des dents et effectue d'autres soins douloureux sur des patients magnétisés par le baron du Potet.
En 1837, il exporte la pratique du magnétisme animal en Angleterre et forme notamment le médecin anglais John Elliotson. 
Il publie le Journal du magnétisme de 1845 à 1861 et devient membre de la Société théosophique.
En 1852, le baron du Potet est le président honoraire de la Société du mesmérisme de Paris, fondée en 1844.
Il est inhumé avec son épouse Isaure Hérault et ses beaux-parents, Alexandre Hérault et Palmyre Desparanches, au cimetière Montmartre, dans un mausolée où il y avait une stèle surmontée d'un buste en marbre œuvre de Bracony, c'est cette stèle (cassée) qui doit être posée sur la tombe de nos jours. Reposent aussi dans cette tombe Dominique Morena, et Rose Charpentier épouse Desparanches décédée le 18 octobre 1837.
Le sculpteur de ce monument serait la fille aînée de François-Philippe Charpentier (1834-1817), inventeur, graveur et mécanicien, qui habitait Blois, et la sœur de Julie Charpentier, (1770-1845), et l’épouse du docteur Desparanches, médecin des hospices de Blois, connu par ses expériences sur les épidémies et les vaccinations, le nom de ce docteur doit être Gilles-Marie-Julien Ragot-Desparanches, né en 1770.
Il existe une artiste peintre ou plutôt dessinatrice du nom de Madame Desparanches, qui a fait les portraits vers 1830 de personnes originaires de Blois, ce pourrait être elle.

## Œuvre

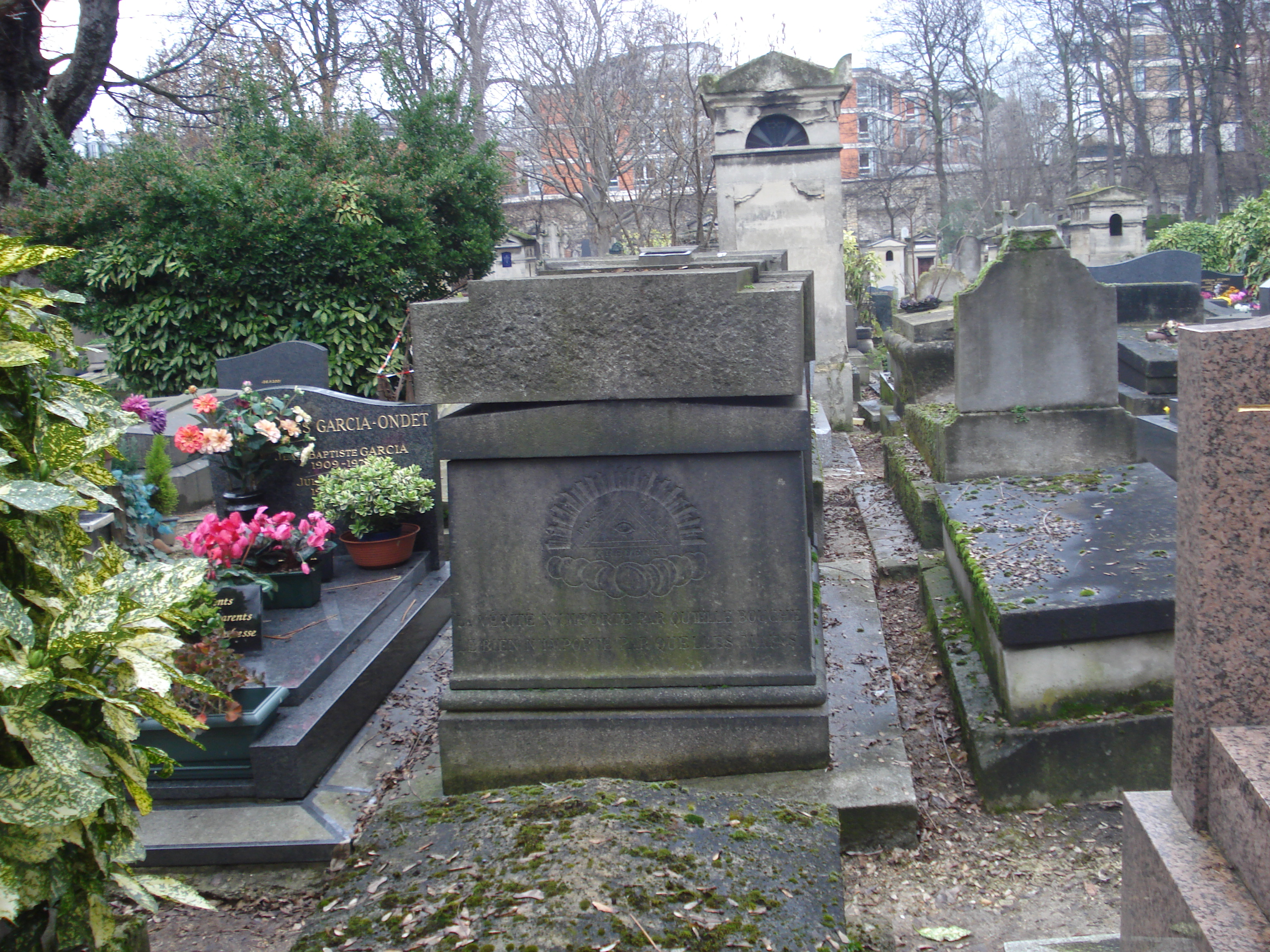
Tombe de DUPOTET de SENNEVOY, (Baron du POTET) - Cimetière Montmartre

- Cours de magnétisme en sept leçons, 1840
- Le magnétisme opposé à la médecine, Paris, 1840
- Manuel de l'étudiant magnétiseur, 2e édition corrigée et très augmentée. Paris, Baillière, 1851, in 12°, X-420pp.
- Traité complet de magnétisme animal. Cours en douze leçons. 4e édition. Paris, Baillière, 1882. in-8°, VIII-632 pp. Plan. - Histoire du magnétisme. Mesmer. Puységur. Phénomènes par le fluide magnétique. Somnambulisme naturel et artificiel. État léthargique et extatique. Difficultés du réveil. Application du magnétisme au traitement des maladies. Paracelse, Agrippa, Van Helmont, Porta, Deleuze, Baquet de Mesmer. Procédés magnétiques de Du Potet. Opinions des anciens sur le somnanbulisme. Hallucinations. - Apparitions La Magie dans l’Inde, etc. (première édition en 1856)
- Magie dévoilée ou principes de science occulte. Paris, Imprimerie de Pommeret & Moreau, 1852. In-4°, VIII-268pp. & 1 f., illustré d'un portrait gravé et de figures gravées de l'auteur in t. Edition originale de cet ouvrage hors commerce tiré à très petit nombre. Il était réservé aux initiés, et Du Potet le cédait contre la somme énorme de 100 francs or et le serment par écrit de ne pas le communiquer et de ne pas en révéler les secrets... Contient : Opérations magiques, miroirs, attractions, sympathies et antipathies, flèches, harmonies magiques, magique ivresse, principes et secrets, créations spirituelles, moyens opératoires, préparation du miroir, visions, cercle et miroir visibles et occultes... (seconde édition en 1875). Sources : exemplaire personnel de Pol Noël, auteur de cette référence et Caillet n°3405, catalogue "L'Intersigne" - Gaïta 1332, et Dorbon 1387 tous deux ne citant que la seconde édition. Tombe de DUPOTET de SENNEVOY, (Baron du POTET) - Cimetière Montmartre

## Sources et liens
- Naissance Archives départementales de l'Yonne
- Décès Archives de Paris
- Mariage Archives de Paris